# Cessationism
Cessationism, av lat. cessatio, jfr. eng. cease 'upphöra', är, i kristen teologi, läran att Den Helige Andes gåvor var till för att styrka och befästa evangeliet i romarriket under den apostoliska tiden och att dessa gåvor senare dog ut med den sista aposteln.

## Förankring i Bibeln
Cessationismen är den teologiska motsatsen till karismatismen. Cessationism går ut på att de Andens gåvor eller nådegåvor som omtalas i Nya Testamentet, främst i Första Korinthierbrevet 12-14 - till exempel profetia och tungotal - inte längre är tillgängliga efter apostlarnas tid. Det tungotal som praktiseras inom Pingströrelsen och den karismatiska väckelsen anses därför inte vara äkta. Cessationister påpekar bland annat att tungotalet var ett verkligt språk som åhörarna förstod (Apg 2:4-11), eller som behövde översättas för att få talas offentligt (1 Kor 14:13-16; 27-28), medan det som praktiseras i pingst och karismatiska kretsar inte är riktiga språk som man i regel inte heller strävar efter att översätta. Språkens funktion var endast under apostlarnas tid, att vara ett tecken på domen över judarna som inte trodde på att Jesus var Messias (1 Kor 14:21-22; Jes 28:11) och på att Gud nu inkluderar folk av alla olika språk och folkslag i församlingen (Apg 10:44-46; 11:15-18; 13:46-48), en funktion som nu har tjänat ut sitt syfte och därmed upphört. Man menar på liknande sätt att övriga gåvor, under och tecken endast var för apostlarnas tid då Evangeliet skulle spridas och församlingen etableras över världen (Hebr 2:3-4). Vidare pekar man också på det faktum att Paulus mot slutet av sitt liv inte hade kunnat hela sina medarbetare från deras sjukdomar (1 Tim 5:23; 2 Tim 4:20). Ett annat argument, som få cessationister håller sig till, är att Paulus skriver att profetia och tungotal en gång skall tystna (Första Korinthierbrevet 13:8). Detta skall ske, "när det fullkomliga kommer" (Första Korinthierbrevet 13:10). "Det fullkomliga" är enligt denna tolkning Bibeln. Sedan den skrivits ner, behövs inte längre Andens gåvor.

## Företrädare
Cessationismen vanlig bland annat inom dispensationalism. Ett par kända teologiskt skilda cessationister är Daniel B. Wallace och John MacArthur. Även inom den lutherska ortodoxin hade man denna uppfattning, även om termen är tillkommen senare.

## Typer av cessationism
Det finns flera varianter av cessationism. 
- En syn är att gåvorna finns idag, men att Gud väljer att använda dem främst i missionsländer och vid speciella tillfällen och att gåvorna därför inte är vanliga i de stora etablerade kyrkorna.

- Vissa är övertygade att alla mirakel tog slut med apostlarna.[källa behövs] Gud gör alltså inga mirakel idag.

- Klassiska cessationister menar att teckengåvor (sign gifts), som till exempel profetia, tungotal och helande (helande som en gåva till individer), dog ut med apostlarna och när Bibelns kanon var färdigställd. Teckengåvorna tjänstgjorde vid spridandet av evangelium på apostlarnas tid. Klassiska cessationister tror ändå att Gud fortfarande gör mirakel idag som helande och gudomlig ledning så länge detta inte lägger till något till det som Nya Testamentet lär. Richard Gaffin, John F. MacArthur och Daniel B. Wallace är välkända klassiska cessationister.

## Aktuella frågor i Sverige
Inom Svenska Kyrkan finns en diskussion om Oasrörelsen som är en karismatisk väckelse på luthersk grund. Oasrörelsen anordnar gudstjänster där deltagare uppges bli helbrägdagjorda genom handpåläggning. Detta har kritiserats av en kyrkorådsledamot som menar att det strider mot Svenska Kyrkans lära. Andra menar att det är kanske mer ovana än en lärofråga, tidskriften Fokus konsterar att "För traditionalisten är den karismatiska väckelsen, med tungotal, helande och lovsång, ett ovant inslag i Svenska kyrkan."

## Kritik
Kritiker menar, att Paulus knappast kan ha syftat på Bibeln i när han skriver "när det fullkomliga kommer" (Första Korinthierbrevet 13:10) Sammanhanget visar istället att det måste handla om evigheten. Det är då allt kommer att bli fullkomligt. Först då kommer tungotal och profetia att tystna. Inget i texten tyder heller på att Paulus skulle syfta på just Bibeln. Cessationister stöder sig i regel dock inte på denna bibelvers.